# 氷見神社
氷見神社（ひみじんじゃ）は、山口県周南市須万秘密尾（すまひみつお）にある神社。祭神は、闇於加美神ほか。

## 概要
平安時代の歴史書にもその名を残す由緒ある神社で、貞観9年（856年）に須万村秘密尾に創建されたと言われている。旧鹿野町東部の秘密尾にあり、標高1000m級の中国山地に抱かれている。「露嶋宮」とも呼ばれ、若宮のほかに、山の中腹に中宮があり、山全体を上宮としている。上宮である奥社は今でも女人禁制である。禊の行場としても有名で、明治時代には神道家の川面凡児がここに籠り、神道の修行法を編み出したと言われている。現在でも山口県下の神官たちの禊ぎ行場として使われている。
2月に元旦祭、4月に春大祭、祈年祭、7月に夏祭、11月に秋季例大祭、新嘗祭が行われる。伊勢神宮同様、「遷宮祭」も20年ごとに行なわれており、二つの御社地の宮を交互に建て替えている。山口県下で遷宮を行なっているのは氷見神社だけである。前回の遷宮祭の時はすでに過疎化が始まっていたが、出身者が集まって遷宮を取り行なった。

## 神社の森
標高515mから山地の斜面に沿って上方に長く伸びている氷見神社の社叢（しゃそう）は、県指定文化財（天然記念物）に指定されている。
本殿のある一帯は、標高510〜520mで、シイノキ、クロガネモチ、ヤブニッケイ、シラカシなどが混生する。その奥の標高600〜700mの地には、ウラジロガシ、ハイノキ、ヤブコウジ、ミヤマトベラなどが観察できる。標高800〜900mの地には、ブナ、ミズナラ、チマキザサが生育する。さらに高いところでは、アカマツ林、コバノミツバツツジが混生している。このように植物の垂直分布が原生状態を保ったままひとつの場所で観察できるところは珍しく、学術的にも非常に貴重である。また、悠仁親王のお印であるコウヤマキも生育し、標高1000m前後のブナ林や暖地性のシイノキが垂直状態で観察できるのも県内の杜の中ではここだけである。